# Yaku Pérez
Yaku Sacha Pérez Guartambel, nato Carlos Ranulfo e noto semplicemente come Yaku Pérez (Cuenca, 26 febbraio 1969) è un politico e attivista ecuadoriano per i diritti degli indigeni, candidato alle elezioni presidenziali del 2021, arrivato terzo al primo turno e quindi escluso dal ballottaggio.
Etnicamente Cañari,  Pérez è un ex membro del Partito eco-socialista Pachakutik. Il 14 maggio 2019 è stato eletto Prefetto Provinciale della Provincia di Azuay. In qualità di ex presidente del gruppo per i diritti indigeni ECUARUNARI, Pérez è poi salito alla ribalta nazionale durante le manifestazioni del 2019 contro le politiche economiche neoliberiste del presidente Lenín Moreno. Descritto come un "attivista anti-minerario", Pérez è stato coinvolto nelle proteste contro gli sforzi di privatizzazione dell'acqua e il progetto minerario di Quimsacocha, che lo ha portato ad essere accusato di terrorismo. Sebbene sia di sinistra, Pérez è noto per essersi opposto alle misure estrattive sostenute dall'ex presidente socialista Rafael Correa e dai suoi alleati.

## Biografia
Pérez è nato nel cantone di Cuenca della provincia di Azuay il 26 febbraio 1969. Pérez detiene: una laurea in giurisprudenza dell'Università di Cuenca, con specializzazione in giustizia indigena, diritto ambientale, diritto penale e criminologia; un diploma avanzato in Gestione spartiacque e popolazione presso l'Universidad de Cuenca; una specializzazione in diritto penale e giustizia indigena presso UNIANDES; una specializzazione in diritto ambientale presso l'Universidad Técnica Particular de Loja (UTPL); un master in diritto penale e criminologia presso UNIANDES.
Nel 2017 ha cambiato legalmente il suo nome in Yaku Sacha, che si traduce in "Foresta d'acqua" in lingua quechua. Ha dichiarato di essersi consultato sia con sua madre che con Pachamama prima di cambiare nome. La sua eredità è Quechua Cañari.

## Vita privata
La prima moglie di Pérez, Verónica Cevallos, è morta nel 2012 in seguito a complicazioni dovute al cancro.  Nel 2013 ha sposato Manuela Lavinas Picq, accademica franco-brasiliana, attraverso un rito ancestrale cañari.  Picq è stata espulsa con la forza dall'Ecuador dal governo Rafael Correa in seguito alla persecuzione politica.